# Dumitru Lupu
Mitică (Dumitru) Lupu (n. 25 mai 1952, Giurgiu, România – d. 22 iulie 2017) a fost un compozitor de muzică ușoară din România.

## Biografie[3]
Dumitru Lupu s-a născut la 25 mai 1952 în Giurgiu, având ca părinți pe Gheorghe și Marioara Lupu. A absolvit Conservatorul de Muzică „Ciprian Porumbescu” din București, secția Canto.
Dumitru Lupu a compus o mulțime de melodii de muzică ușoară. Creațiile sale au avut succes de public, majoritatea devenind în timp adevărate șlagăre. Caracterul compozițiilor lui Dumitru Lupu este unul sensibil, romantic. Multe melodii care ne-au rămas de la el sunt cântece de dragoste.          Pe multe dintre cântecele sale i le-a încredințat, spre interpretare, soției sale (cântăreața Ileana Șipoteanu). Anterior, a mai colaborat cu succes, pentru interpretarea creațiilor sale, cu solista Carmen Rădulescu.
D.Lupu a fost membru al Uniunii Compozitorilor și Muzicologilor din România (UCMR) și al Uniunii Autorilor și Realizatorilor de Film din România (UARF). A fost profesor univ. dr.(în muzică) la Universitatea „Ovidius” din Constanța, din anul 2014. A participat, ca membru al juriului, la diverse festivaluri/concursuri de muzică ușoară. A fost și dirijor al orchestrei teatrului Alexandru Davila din Pitești, între anii 1982-1990 și al orchestrei teatrului Fantasio din Constanța, între anii 1990-2004. A locuit, cu familia sa, în orașul Constanța. Dumitru Lupu a mai fost și inițiatorul festivalului "Mamaia copiilor" de pe Litoral.
Dumitru Lupu fost căsătorit cu interpreta de muzică ușoară Ileana Șipoteanu cu care a avut o fiică, Dumitrana-Teodora.
În plină putere creatoare, a murit la vârsta de 65 de ani din cauza unui stop cardiac.

## Activitatea artistică[4][5]
- Autor a a peste 500 de lucrări muzicale păstrate în cardex-ul Radiodifuziunii și Televiziunii Naționale, înregistrate la UCMR-ADA.
- Autor de spectacole, inițiator al Festivalului pentru copii „Mamaia copiilor” - 2001.
- Autor de lucrări pentru copii printre care: Albă ca zăpada, Scufița roșie, Mica sirenă, Ali Baba și cei 40 de hoți, etc.
- Muzica spectacolelor radiofonice: Franțuzitele, O soacră, Licoarea fermecată, Pădurea albastră, Dănilă Prepeleac, etc.
- Direcția muzicală a serialului „Antologia umorului românesc” produs de TVR.

### Discografie
- Ileana Șipoteanu (CÂNTECE CREȘTINE, CE MULT TE-AM IUBIT, S-O LUĂM DE LA-NCEPUT, IUBIRE TRĂDATĂ, REFRENE DE IUBIRE)
- Dumitru Lupu (VOCILE LOR)
- Alexandru Jula (IUBIRE TÂRZIE, CÂNTAȚI CU BUNICU’)
- Dumitrana-Teodora Lupu (DUMITRANA, CE MULT ÎMI PLACE…MUZICA!, CORNULEȚ CU LAPTE)
- THE BEST ROMANIAN MUSIC COLLECTION (2006)
- „80 DE ANI DE MUZICĂ ÎN 80 DE ANI DE RADIO” (2008)
- ANOTIMPUL ȘLAGĂRELOR (Electrecord 2007 - volumul 1)
- ANOTIMPUL ȘLAGĂRELOR (Electrecord 2008 - volumul 2)
- CÂNTECE DE AUR(Roton 2008 - volumul 2)
- CÂNTECE DE AUR(Roton 2009 - volumul 3)
- THE BEST OF DUMITRU LUPU (Ovomusic 2009 - Revista „Felicia”)
- TOATE FLORILE DIN LUME (Electrecord 2009 - Jurnalul Național)
- Participări pe albumele interpreților: Viorela Filip, Gabriel Dorobanțu, Alexandru Jula, Paul Surugiu (Fuego), Ovidiu Komornyk.
- Albume copii (CD, casetă audio) etc.

### Șlagăre
- Hai vino iar în gara noastră mică (text: Florin Pretorian, interpret: Gabriel Dorobanțu)
- Sunt fericit (text: Florin Pretorian, interpret Florin Apostol)
- Ce mult te-am iubit (text: Mala Bărbulescu, interpretă: Ileana Șipoteanu)
- Mă-ntorc la tine mare albastră (text: Viorela Filip, interpret: Daniel Iordăchioaie)
- Romantică femeie (text: Elena Răileanu, interpretă: Ileana Șipoteanu)

### Muzică de film
- Păcală se întoarce (2006)
- Iubire elenă (2012) - în colaborare cu Temistocle Popa

### Cărți publicate
- Actorul și muzica - Editura ExPonto, Constanța, 2002
- Melodii pentru copii - Editura ExPonto, Constanța, 2002
- Aspecte ale educării muzicalității - Editura Ovidius University Press, Constanța, 2007
- Muzica în domeniul culturii scenice - Editura Ovidius University Press, Constanța, 2007
- Pădurea albastră - Editura ExPonto, Constanța, 2007
- Albumul meu cu melodii - Editura muzicală, 2016

###### Este menționat în:
- „LEXICONUL COMPOZITORILOR ROMÂNI”, vol.V (K-M) 2002 de Viorel Cosma - Editura Muzicală, București 2002
- „Who is Who” Enciclopedia personalităților (ediția a 3-a)
- „ISTORIA MUNICIPIULUI PITEȘTI” de Petre Popa, Paul Dicu, Silvestru Voinescu - Editura Academiei Republicii Socialiste România, București 1988
- „MERIDIANELE CÂNTECULUI” de Daniela Caraman Fotea - Editura muzicală, București 1989
- „FANTASIO 40” monografie de Jean Badea - Editura Leda, Constanța 1998
- „PRESĂ ȘI TEATRU ÎN DOBROGEA” de Aurelia Lăpușan - Editura Mondograf, Constanța 2001
- „ALTERNATIVE POP DANCE” de Daniela Caraman Fotea, Titus Andrei - Editura Humanitas Educațional, București 2003
- „TEATRUL „AL.DAVILA” PITEȘTI - 60 de ani de existență” de Sebastian Tudor - Editura Paralela 45, 2008
- „MUNICIPIUL GIURGIU”, Compendiu monografic de Constantin Enache - Editura Universul familiei, București 2005
- „ION VOVA CEL…CUMPLIT” de Octavian Iordăchescu - Editura „Casa Radio” Societatea Română de Radiodifuziune, București 2007
- „L-A AȘTEPTAT PE MOLIERE ÎN GARĂ…” 55 de ani în slujba teatrului românesc, de Constantin Dinischiotu - Editura Vergiliu, București 2002
- „DOAR ATÂT MI-AM AMINTIT”, de Horia Moculescu - Editura Kullusys, București 2011
- Revista UCMR „ACTUALITATEA MUZICALĂ” (Portret componistic, recenzii, etc.)